# Джон Сімс
Джон Сімс (англ. John Sims; 13 жовтня 1749 — 26 лютого 1831) — британський ботанік та лікар. 

## Біографія
Джон Сімс народився 13 жовтня 1749 року в Кентербері. 
У 1773—1774 роках навчався у Лейдені. У 1774 році закінчує навчання у Единбурзькому університеті, отримує звання лікаря. З 1799 року практикує у Лондоні.
Джон Сімс — член-співзасновник Лондонського Ліннеївського товариства з 1788 року, з 1814 року — член Лондонського королівського товариства.
У 1801—1826 роках Сімс був другим редактором ботанічного журналу Curtis's Botanical Magazine, після смерті його засновника Вільяма Кертіса.
Гербарій Сімса зберігається у гербарії ботанічних садів К'ю.
Джон Сімс помер 26 лютого 1831 року.

## Ботанічні епоніми
Іменем Джона Сімса у 1801 році названо рід Simsia Pers. родини Айстрові (Asteraceae), у 1807 році названо рід Simsia R.Br. родини Протейні (Proteaceae) (зараз цей рід входить у синоніміку роду Stirlingia Endl., 1838).